# Perl (Sarre)
Pour les articles homonymes, voir Perl.
Perl est une commune allemande du Land de Sarre située dans l’arrondissement de Merzig-Wadern.

## Géographie
La commune est délimitée au sud par la frontière française qui la sépare du département de la Moselle en région Lorraine. Elle est délimitée à l’ouest par la frontière luxembourgeoise et la Moselle qui la séparent du canton de Remich. Le tripoint Allemagne-France-Luxembourg se trouve donc au sud-ouest de la commune, tout comme le quartier de Perl. Le ruisseau Roderborn descend des pentes de Perl pour joindre la Moselle à proximité de la frontière française, en face de la localité luxembourgeoise de Schengen.
Perl est également bordée au nord par la Rhénanie-Palatinat.

### Quartiers de la commune
| Blason | Quartier           | Superficie (km²) | Population (hab.) |
| ------ | ------------------ | ---------------- | ----------------- |
|        | Besch              | 7,82             | 1 304             |
|        | Borg               | 7,98             | 390               |
|        | Büschdorf          | 4,23             | 303               |
|        | Eft-Hellendorf     | 9,92             | 312               |
|        | Kesslingen         | 2,34             | 126               |
|        | Münzingen          | 1,78             | 50                |
|        | Nennig             | 9,73             | 1 149             |
|        | Oberleuken         | 7,14             | 544               |
|        | Oberperl           | 3,05             | 483               |
|        | Perl               | 2,96             | 2 129             |
|        | Sehndorf           | 2,73             | 227               |
|        | Sinz               | 6,72             | 331               |
|        | Tettingen-Butzdorf | 4,77             | 374               |
|        | Wochern            | 3,88             | 188               |
|        | Total              | 75,06            | 7 910             |

## Toponymie[1]
- Besch : Biesch en luxembourgeois.
- Borg : Boerg en luxembourgeois.
- Butzdorf : Boutschdrëf en luxembourgeois.
- Eft : Heft ; Ieft en luxembourgeois. Efft à l'époque française (ancienne commune de la Moselle).
- Oberleuken : Uwerläiken en luxembourgeois.
- Perl : Pirel en luxembourgeois (également Pärel et Pierel).
- Sehndorf : Séinerëf en luxembourgeois.
- Sinz : Sënz en luxembourgeois.

## Histoire
Des traces d’habitations datant du Mésolithique furent trouvées à Perl et ses environs, ainsi que des champs funéraires des âges du bronze du fer. Les noms celtes et les vestiges romains témoignent de l’attractivité du lieu depuis des temps reculés. La somptueuse villa romaine de Nennig (de) datant du IVe siècle fut habitée, après l’occupation germanique du lieu, par des princes francs, avant sa destruction, probablement en 882, lors de la bataille de Remich. 
Les châteaux forts et églises de la région sont des témoins d’un passé agité, dont les plus anciens écrits remontent au IXe siècle
5 floréal an II (24 avril 1794) : Combat de Nennig

## Infrastructure de transport

### Transports en commun
Perl est situé sur la ligne de chemin de fer qui relie Thionville à Trèves, avec, sur le territoire de la commune, la gare de Perl, et les points d’arrêts de Besch et de Nennig. Durant la journée, les trains entre Perl et Trèves circulent avec une fréquence quasi-horaire dans les deux sens, avec les lignes RB81, RB82 et RE16. Un service journalier de trains directs entre Trèves et les villes françaises de Thionville et Metz, avec arrêts à Perl, est actuellement (2023) proposée par la SNCF durant les weekends et jours fériés. 
Perl est également desservi, tous les jours, par des lignes de bus allemandes et transfrontalières.

### Route
La commune est connectée directement par la sortie Perl, à l’autoroute européenne E 29 (autoroute allemande A 8, avec liaison immédiate, par le viaduc de Schengen, à l’autoroute luxembourgeoise A 13).

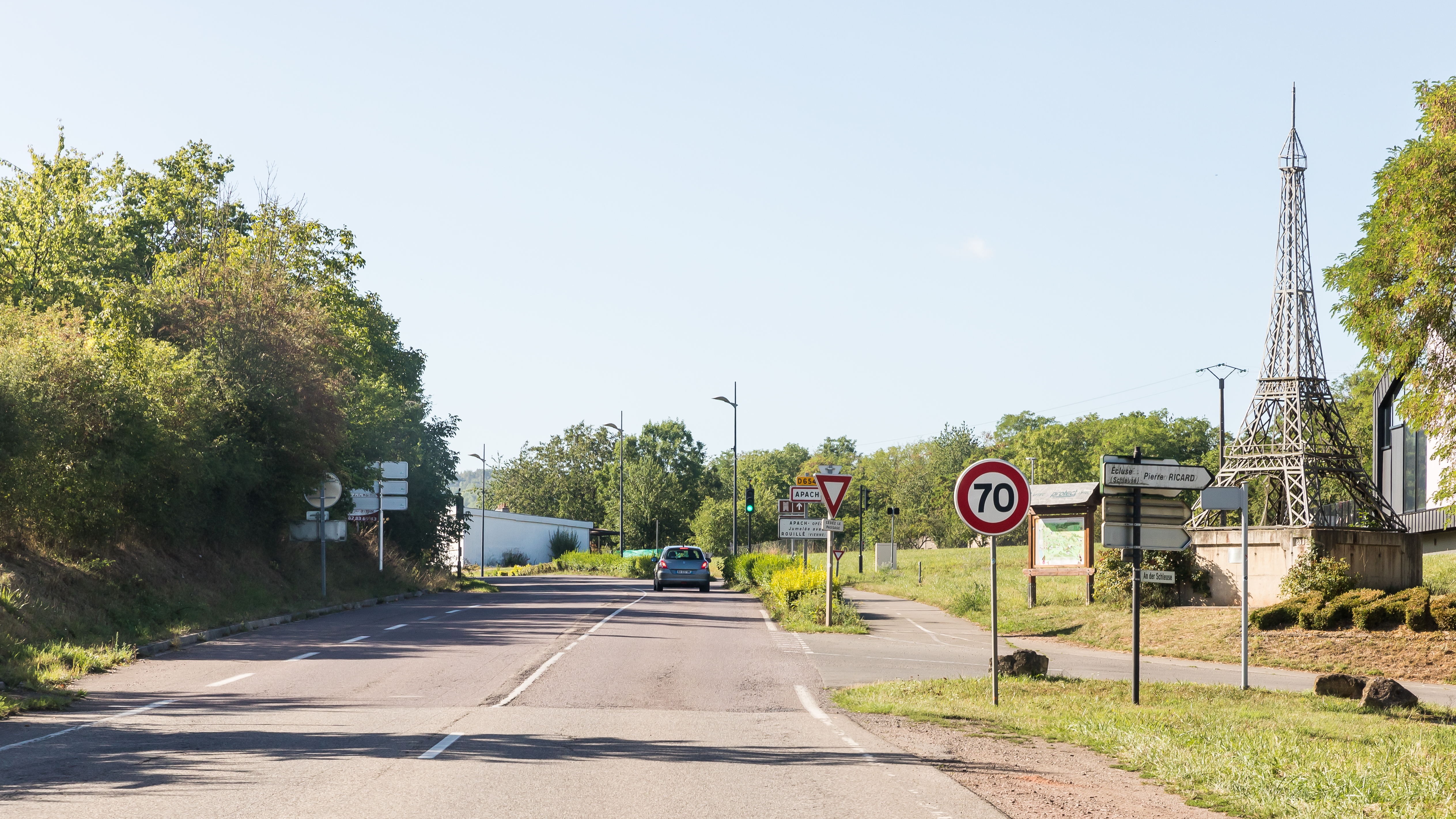
Frontière franco-allemande entre Perl et Apach

La route fédérale B 419 permet de longer la rive droite de la Moselle en direction de Trèves. Elle est connectée au sud de la commune, à la D 654 - Route de Trèves, à Apach.
La route fédérale B 407 assure la liaison avec le pont de Schengen.

### Vélo
Perl est traversée par la piste cyclable Moselradweg qui longe la Moselle jusqu'à son embouchure à Coblence.

## Administration
- 1989 - 2007 : Anton Hoffmann, CDU
- 2007 - : Bruno Schmitt, SPD
- 2015 - : Ralf Uhlenbruch, CDU

## Formation, écoles
La ville de Perl est fière de la présence, dans sa commune, d'une école depuis plus de 250 ans. Les documents faisant état d'une activité scolaire à Perl remontent à l’année 1743.
Depuis août 2007, le Deutsch-Luxemburgisches Schengen-Lyzeum Perl est le premier lycée transfrontalier à offrir à ses élèves le baccalauréat allemand (Abitur) et le baccalauréat luxembourgeois. Le lycée utilise comme langues véhiculaires de l'enseignement le français et allemand. Il offre l'enseignement des autres langues comme le luxembourgeois, l'anglais ou l'espagnol, le luxembourgeois étant aussi une lingua-franca orale utilisé habituellement dans l’école.
Perl a aussi plusieurs écoles maternelles bilingues de français et allemand régies par le traité de l'Élysée, dans le but de préparer les enfants à une éducation bilingue français et allemand postérieure.

## Monuments

### Borg: villa romaine
Entre les villages de Borg et d'Oberleuken, un site romain a été découvert à la fin du XIXe siècle. À la fin des années 1980, des fouilles ont été entreprises et des travaux de reconstruction ont commencé au milieu des années 1990. La Villa romaine de Borg fut reconstituée en tenant compte des résultats des fouilles mais aussi en s'inspirant de sites similaires des environs tels que la villa romaine d'Echternach au Luxembourg.

### Nennig:mosaïque romaine

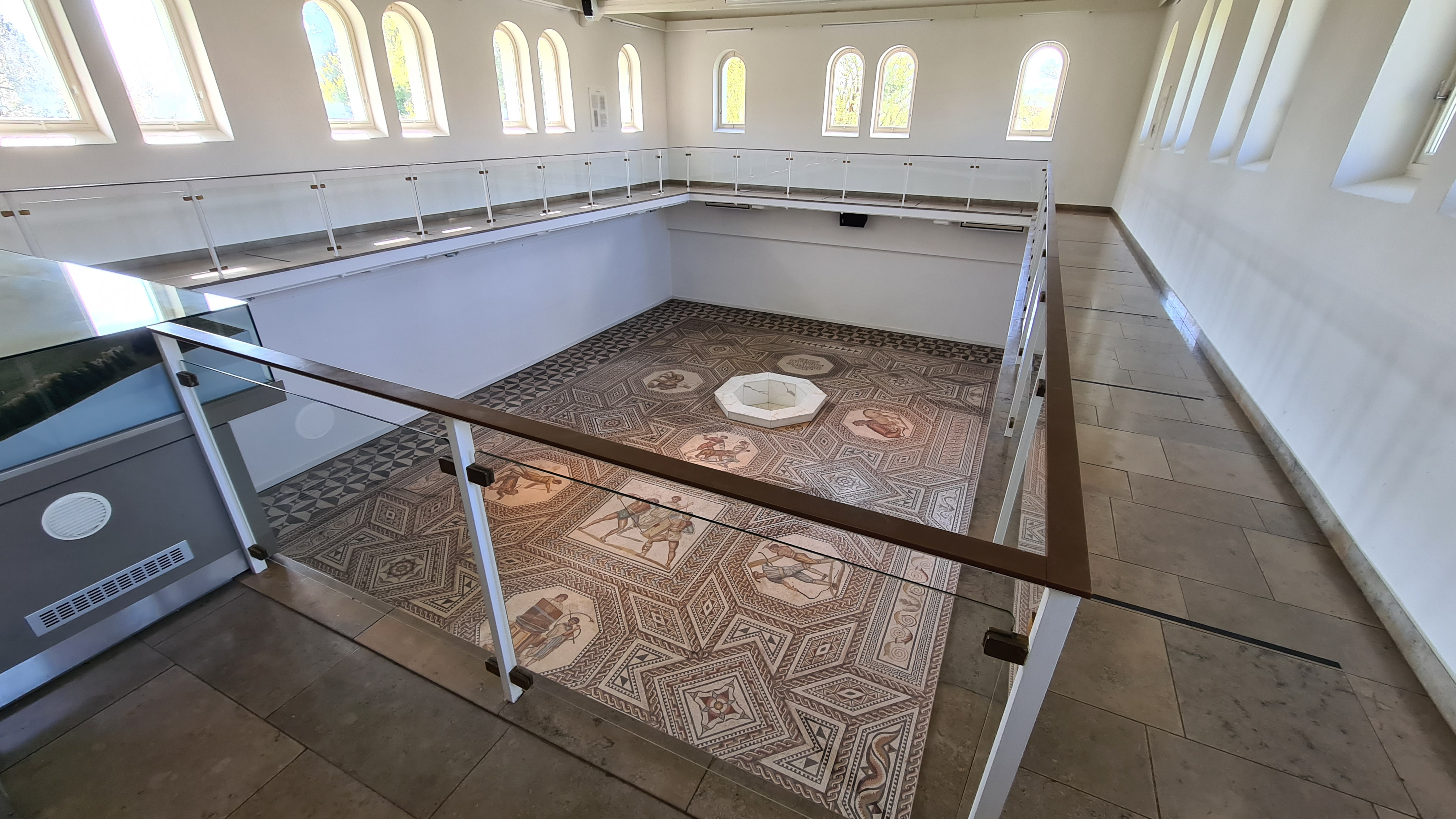
Mosaïque d’une villa romaine à Nennig/Perl

La mosaïque romaine de Nennig est après la mosaïque de Grand dans les Vosges (232 m2) la plus grande mosaïque romaine au nord des Alpes (15,65 m × 10,30 m soit 160 m2). Découverte par hasard par un paysan en 1852, elle a été reconstituée en 1874 et restaurée en 1960. Elle ornait l’ancienne salle de réception d’une villa romaine qui, par sa taille et son aménagement, dépassait de loin toutes les autres constructions de l’époque romaine ayant été découvertes dans la région. Le bâtiment principal mesurait à lui seul 140 m de large et était orné de deux rangées de colonnes. Avec ses promenoirs et ses bains, la villa faisait, en tout, 650 m de long.

### Nennig: Schloss Berg
Construit sur une colline surplombant le village de Nennig, le château Schloss Berg se compose en fait de deux parties, le château bas et le château haut. Il s’agit de deux châteaux forts reliés entre eux dont l’histoire remonte au XIIe siècle. Le château bas est aujourd’hui une propriété privée, le château haut (transformé en château de plaisance à la Renaissance) abrite aujourd’hui un hôtel de luxe, un restaurant étoilé et un casino.

### Perl: palais et jardin von Nell
En 1733 l'emphytéote du chapitre de la cathédrale de Trèves fit construire une maison publique qui, plus tard a été acquise par la famille von Nell.
La demeure du palais von Nell est une construction à neuf travées, deux étages, une façade de 24,30 m et une haute toiture à mansardes.
En face du palais, un perron à double escalier surmonté d'un portail de jardin, conduit au "parc von Nell", qui, dans le cadre du projet "Jardins sans Limites", a été restauré en jardin baroque.

### Besch: monument funéraire
Le monument funéraire de Besch a été édifié à la mémoire des soldats morts pendant la Seconde Guerre mondiale. Trois grandes croix de pierre sont disposées sur un bunker à moitié détruit : 1279 soldats allemands y reposent (la plupart d’entre eux ayant succombé pendant les combats de l’hiver 1944-1945 à Orscholz-Riegel). Ce tombeau abrite également la dépouille de 950 soldats de nationalités différentes.

## Personnalités
- Karl Eduard Heusner (1843-1891), fonctionnaire et ministre de la Marine.
- Albert Grégoire (1865-1949), député au Reichstag allemand de 1907 à 1911.
- Nikolaus Simmer (1902-1986), homme politique né et mort à Besch.

## Galerie

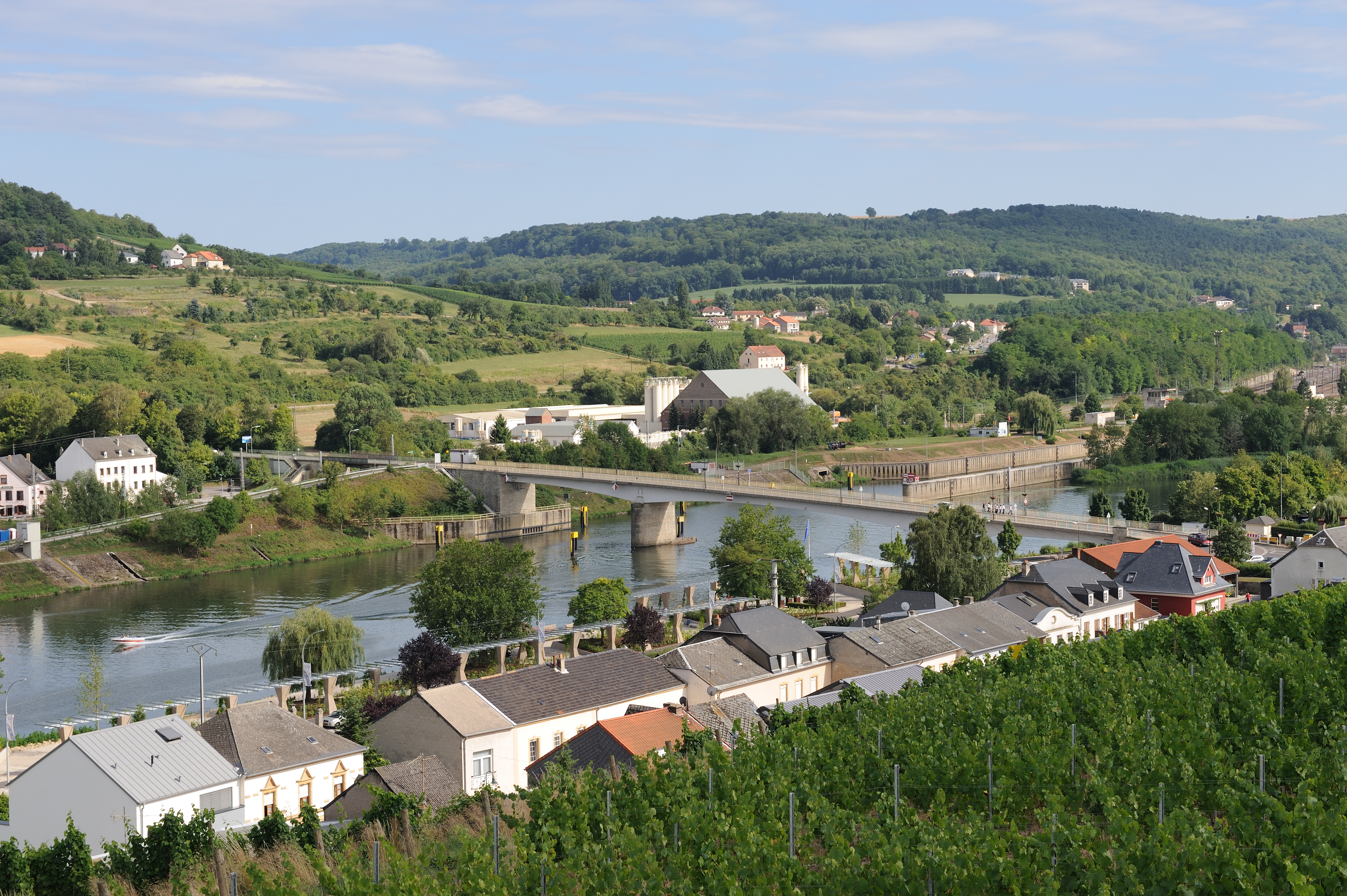
Perl à l'arrière-plan et la Moselle, vus depuis le Luxembourg.
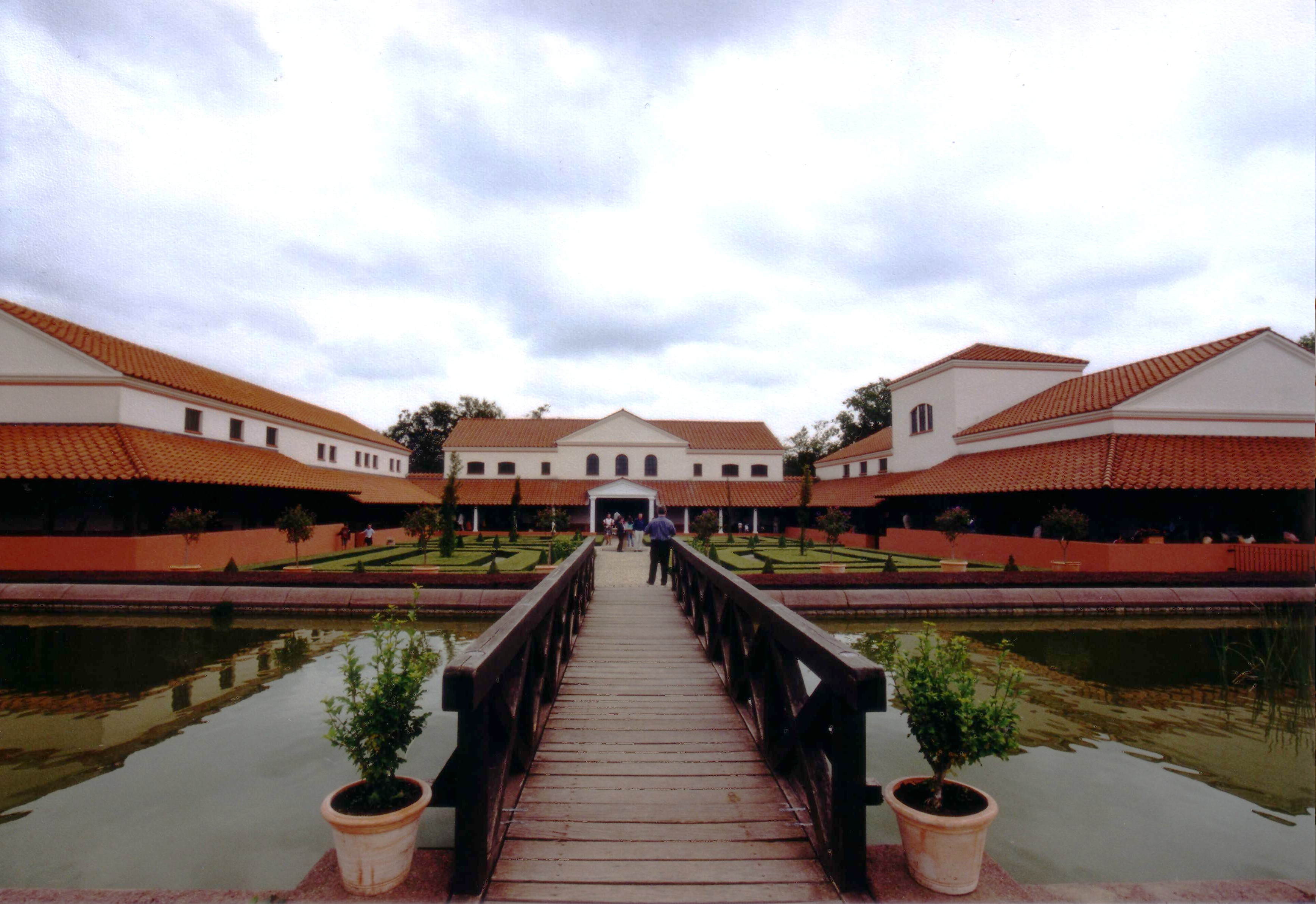
Villa romaine de Borg.
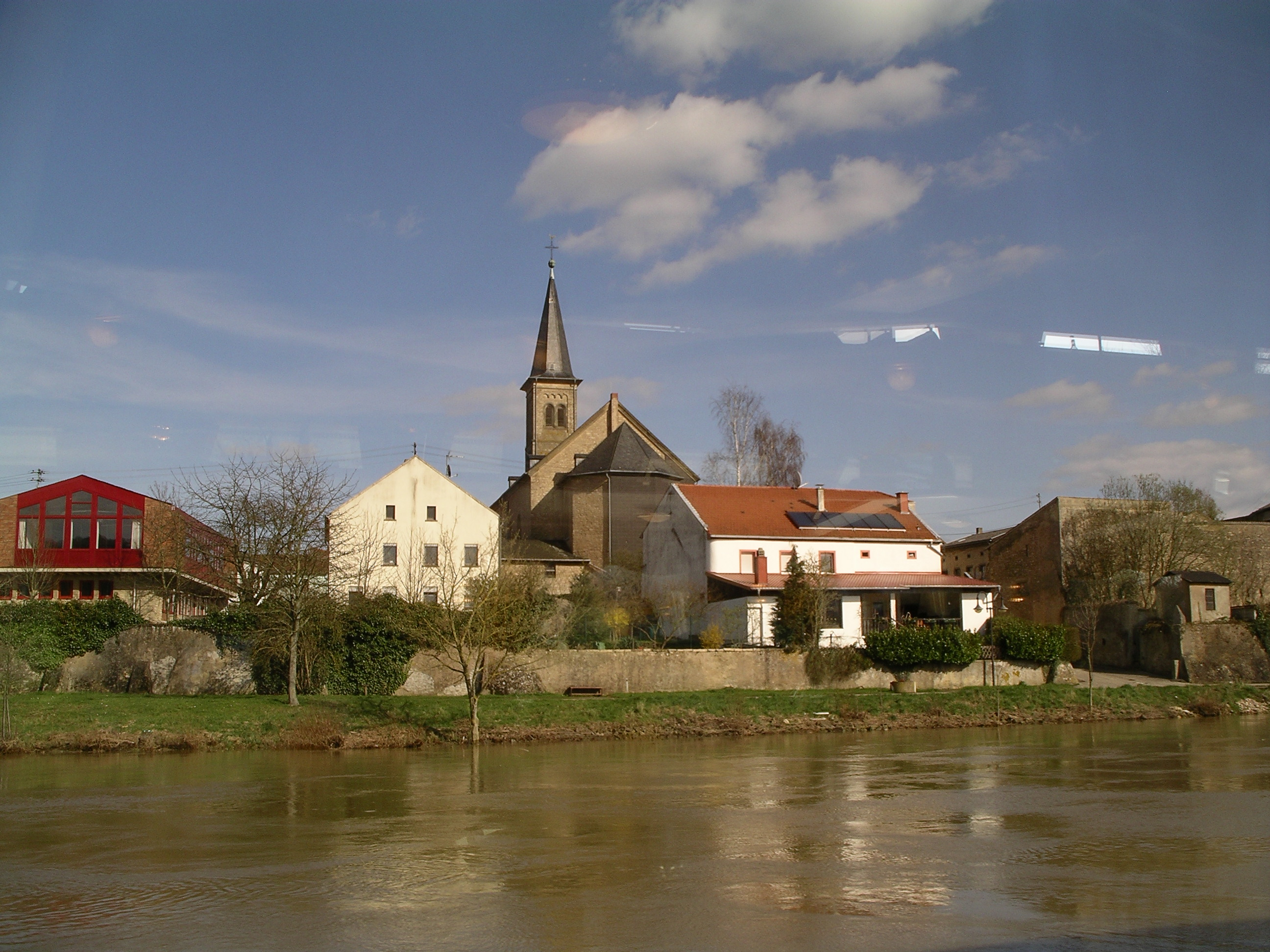
Église de Besch.
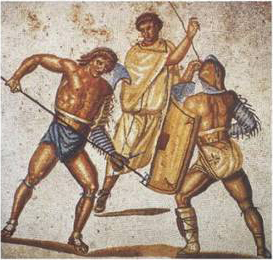
Mosaïque de Nennig.